# Dwayne De Rosario
Dwayne De Rosario (Scarborough, 15 mei 1978) is een Canadees voormalig voetballer die bij voorkeur als offensieve middenvelder speelde. Hij speelde voor verschillende clubs in Canada, Amerika en Duitsland en was van 1998 tot en met 2015 international in het Canadees voetbalelftal.

## Clubcarrière
De Rosario een de zoon van Guyanese immigranten die zich in Canada kwamen vestigen. Op achttienjarige leeftijd startte hij zijn carrière bij Toronto Lynx. Daarna speelde hij twee seizoenen bij het Duitse FSV Zwickau en één jaar voor het Amerikaanse Richmond Kickers. In 2001 trok hij naar San Jose Earthquakes, waar hij in vier seizoenen 27 doelpunten uit 108 competitiewedstrijden scoorde. Na kortere periodes bij Houston Dynamo, Toronto FC en New York Red Bulls keerde hij op 18 december 2013 terug bij Toronto FC, waar hij op 9 januari 2014 een contract ondertekende.

## Interlandcarrière
De Rosario debuteerde in het shirt van het Canadees nationaal elftal op 18 mei 1998 tegen Macedonië op twintigjarige leeftijd. In 2000 won hij met Canada de CONCACAF Gold Cup. Vier jaar eerder won hij die prijs ook al bij de jeugd (-20). Op 2 februari 2002 scoorde hij zijn eerste doelpunt voor Canada in de CONCACAF Gold Cup 2002 tegen Zuid-Korea. Sindsdien scoorde hij 22 keer in 77 interlands. In 2005, 2006, 2007 en 2011 werd hij uitgeroepen tot Canadees speler van het jaar.